# Monclova
Monclova est une ville mexicaine de l'État du Coahuila. Sa population était de 231 107 habitants en 2015, ce qui fait de Monclova la troisième ville de l'État ; l'agglomération de Monclova, Frontera, Castaños et San Buenaventura comptait alors 363 753 habitants. Elle fut fondée par les Espagnols en 1577 et servit de capitale à la Nouvelle-Estrémadure jusqu'à l'indépendance du Mexique. Son économie est dominée par la sidérurgie.

## Sports
En Ligue mexicaine de baseball, les Acereros de Monclova sont basés à Monclova où se trouve leur stade, l'Estadio Monclova, enceinte de 11 000 places.